# Jaera (Jaera) wakishiana
Jaera (Jaera) wakishiana là một loài chân đều trong họ Janiridae. Loài này được Bate miêu tả khoa học năm 1865.